# Ludwik Szabakiewicz
Ludwik Stefan Szabakiewicz (ur. 24 czerwca 1902 we Lwowie, zm. w sierpniu 1944) – polski piłkarz, napastnik.
Był wieloletnim piłkarzem Pogoni Lwów. W barwach tego klubu w 1923, 1925 i 1926 zostawał mistrzem Polski. W reprezentacji Polski debiutował 19 lipca 1925 w meczu z Węgrami, drugi i ostatni raz zagrał trzy lata później.
Więzień obozów w Majdanku i Oświęcimiu. Uczestnik transportu kolejowego z Auschwitz do obozu w Natzweiler, który wyruszył 23 sierpnia 1944. Nie dojechał do celu żywy.

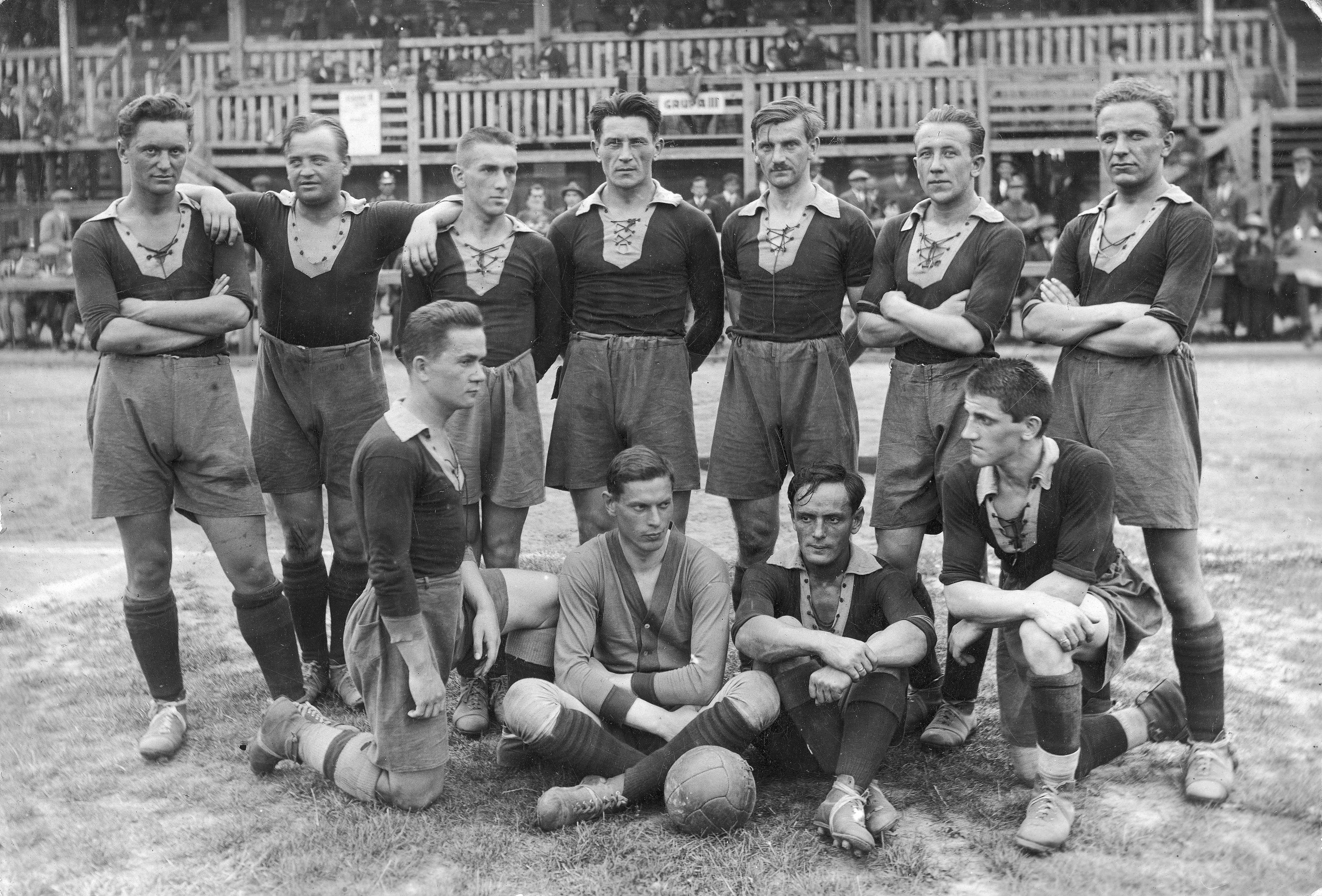
Pogoń Lwów, mistrz Polski z 1926 r., Szabakiewicz stoi pierwszy od prawej